# Jestädter Weinberg / Werraaltarm und -aue bei Albungen
Mit dem Namen Jestädter Weinberg / Werraaltarm und -aue bei Albungen hat das Land Hessen Ende der 1990er Jahre der EU-Kommission zwei bereits ausgewiesene Naturschutzgebiete für das europaweite System besonderer Schutzgebiete „Natura 2000“ vorgeschlagen. Mit Bekanntgabe der Fauna-Flora-Habitat-Richtlinie waren alle Mitgliedstaaten der Europäischen Union zur Mitwirkung bei der Erstellung eines länderübergreifenden ökologischen Netzes verpflichtet, das die Erhaltung der biologischen Vielfalt zum Ziel hat. Begründet wurde die Schutzwürdigkeit, neben anderen, mit den im Gebiet vorkommenden orchideenreichen Halbtrockenrasen auf Kalk, den naturnahen Stillgewässern, den Kalkfelsen mit ihrem Pflanzenwuchs sowie dem Talhang am rechten Werraufer, der ein nahezu vollständiges Profil der Zechsteinformationen bietet. Neben der vegetationskundlichen und geologischen Bedeutung hat der Bereich als Brut-, Rast- und Nahrungsgebiet für Vögel eine wichtige Funktion. Die erste Wiederansiedlung des Uhus im Werra-Meißner-Kreis erfolgte im Jahr 1983 am Jestädter Weinberg.

## Lage
Das Flora-Fauna-Habitat(FFH)-Gebiet liegt im Unteren Werratal am Ausgang des Eschweger Beckens, nordwestlich von Eschwege und südlich von Bad Sooden-Allendorf im nordhessischen Werra-Meißner-Kreis. Es gehört zum Geo-Naturpark Frau-Holle-Land. Administrativ befinden sich die Flächen in den Gemarkungen von Jestädt, einem Ortsteil der Gemeinde Meinhard, und dem Eschweger Stadtteil Albungen. Die Bahnstrecke von Bebra nach Göttingen verläuft durch das Werratal und trennt das FFH-Gebiet. Sie bildet die westliche Grenze des Naturschutzgebiets „Jestädter Weinberg“ und die östliche Grenze des Naturschutzgebiets „Werra-Altarm und Werraaue bei Albungen“. Nach der naturräumlichen Gliederung Deutschlands des Instituts für Landeskunde Bad Godesberg wird das Gelände dem „Albunger Werratal“ (358.30) und der „Schwebda-Jestädter Werraaue“ (358.20) sowie dem „Südlichen Gobertvorland“ (358.52) zugeordnet. Nach Westen geht der Bereich in das „Soodener Bergland“ (358.02) und das „Weidenhäuser Hügelland“ (358.23) über. Sie sind alle Untereinheiten des „Unteren Werraberglands“ (358) in der Haupteinheitengruppe des „Osthessischen Berglands“.

## Geschichte des Gebiets
Der sowohl geologisch als auch klimatisch günstige Standort des Weinbergs ermöglichte schon früher den Weinanbau. Reben sollen seit dem ersten Jahrtausend hier gepflegt worden sein. Als immer seltener gute Jahrgangsweine gelangen, ging der Anbau gegen Ende des 18. Jahrhunderts zurück und wurde schließlich aufgegeben. Zum endgültigen Aus dürfte die Peronospora-Krankheit beigetragen haben, die durch einen in den 1870er Jahren aus Amerika eingeschleppten Algenpilz ausgelöst wurde. An den früheren Weinanbau erinnern noch zahlreiche Terrassen und Rebstöcke, die über die Hänge verteilt, in den Gebüschen überlebten. Die Versuche, einen Teil der Hänge als Obst-, Gemüse- oder Ziergärten weiter zu nutzen, wurden meistens bald wieder aufgegeben. Von den ehemaligen Gärten sind verwilderte Fliederhecken und Essigbäume geblieben sowie einige Gartenflüchtlinge, die sich in der freien Natur angesiedelt und fortgepflanzt haben. Aus den 1930er Jahren stammen die noch erhaltenen Maulbeerbäume, die als Nahrung der Seidenraupen, die hier vorübergehend gezüchtet wurden, angepflanzt worden waren.

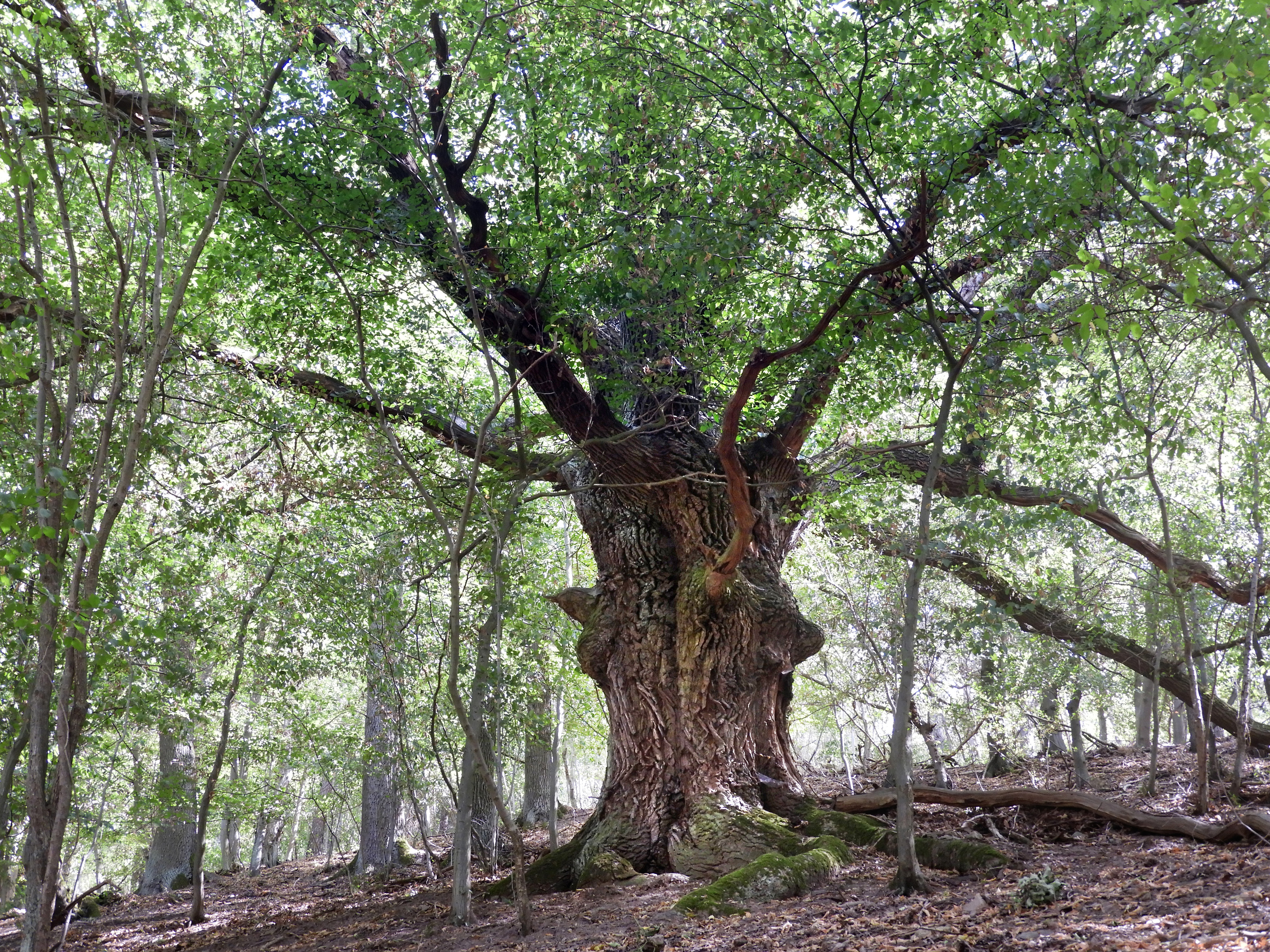
Hutebaum am Westhang des Fürstensteins.

Der bewaldete Westhang des Fürstensteins war zu Beginn des 20. Jahrhunderts noch baumfrei. Die Halbtrockenrasen des steil abfallenden Bereichs dienten als Viehweide und nach dem Rückgang der Schafhaltung verbuschten die Flächen oder wurden aufgeforstet. Als Zeugen der ehemaligen Weidenutzung haben sich noch einige Hutebäume in dem inzwischen geschlossenen Wald erhalten.
Die stehenden Gewässer, die sich beiderseits der Werra befinden, wurden künstlich geschaffen. Der Teich am Westfuß des Weinbergs und der Albunger See entstanden durch den Abbau von Kies und Sand, während der Altarm sein Vorhandensein dem Bau der Bahnlinie von Bebra nach Göttingen in den 1870er Jahren verdankt. Um mit möglichst geringen Steigungen und Gefälle fahren zu können, wurde damals teilweise die Landschaft der Strecke angepasst. So ist auch das Bett der Werra verlegt worden, um durch die Begradigung die Errichtung von zwei Brücken über die Flussschleife zu vermeiden. In der Zeit des Baus der Bebra-Friedländer Bahn, wie sie früher genannt wurde, fuhren noch Schiffe auf Weser und Werra zwischen Wanfried und den Seehäfen. Die Befürchtung war, dass mit den Brücken die Schifffahrt nicht mehr möglich gewesen wäre.

## FFH-Lebensraumtypen
Mit dem Ziel, den Zustand des Gebiets zu dokumentieren, zu bewerten und Maßnahmen zur Sicherung und Entwicklung der FFH-relevanten Lebensraumtypen und Arten vorzuschlagen, wurden von April bis November 2003 die Flächen untersucht. Die Ermittlungen für eine Grunddatenerfassung erfolgten im Rahmen der Umsetzung der Berichtspflicht nach der FFH-Richtlinie der EU.
| EU-Code | Lebensraumtyp                                                                                  | Gesamtfläche | Bewertung in der Grunddatenerfassung |
| ------- | ---------------------------------------------------------------------------------------------- | ------------ | --- |
| 3150    | Natürliche nährstoffreiche Seen mit einer Vegetation vom Typ Magnopotamion oder Hydrocharition | 13 ha        | Bei den Kartierungen wurden die Pflanzengesellschaften der Gewässer des Gebiets im Wesentlichen den Laichkrautgesellschaften zugeordnet. In einer ihrer Assoziationen dominiert das Raue Hornblatt, das im Albunger Kiessee großflächig dichte und monotone Bestände ausbildet. Dagegen brilliert der Altarm der Werra durch seine kleinflächige Vielfalt an unterschiedlichen Ausprägungen der Wasserpflanzenflora. Hier sind auch Verlandungszonen mit größeren Schilfröhrichten vorhanden, die von Bedeutung für die Vogelwelt sind. Als vegetationskundliche Besonderheit wird der große Bestand der Armleuchteralge Chara hispida im Südteil des Altarms angesehen. |
| 6212    | Halbtrockenrasen auf Kalk                                                                      | 1,63 ha      | Die Kalkmagerrasen des Gebiets wurden der Assoziation Enzian-Schillergras-Rasen zugeordnet und hätten auch, nach den Erkenntnissen der Wissenschaftler, die Kriterien für den Lebensraumtyp Juniperus communis-Formationen auf Kalktrockenrasen der Wacholderheiden erfüllt. Die hier wachsenden kennzeichnenden Arten der Magerrasen auf Kalk sind Schillergras, Wundklee, Schopfige Kreuzblume, Golddistel, Tauben-Skabiose und Stängellose Kratzdistel. Ein Großteil der Hangflächen war noch bis in die 1990er Jahre stark verbuscht. Nach dem Entfernen der Gehölze sollen, neben anderen Maßnahmen, durch Beweidung die mageren Rasen mit ihrem Arten- und Blütenreichtum auch in Zukunft erhalten werden. |
| 6212*   | Halbtrockenrasen auf Kalk (*Bestände mit bemerkenswerten Orchideen)                            | 0,63 ha      | Wegen ihres Orchideenreichtums ist die nördliche, durch Wacholderbestände geprägte Teilfläche der Halbtrockenrasen als ein prioritär zu schützender Lebensraum ausgewiesen worden. Hier kommt das Dreizähnige Knabenkraut mit einer großen Population vor. In dem durch einen Reichtum an Pflanzenarten geprägten Bereich wachsen noch weitere Orchideen wie Fliegen-Ragwurz und Mücken-Händelwurz. |
| 6431    | Feuchte Hochstaudenfluren (planar bis montan)                                                  | 0,27 ha      | Einen hohen Anteil in den Hochstaudenfluren, die sich oberhalb des Steilufers der Werra ausbreiten, haben die Röhrichtarten Schilfrohr und Rohrglanzgras sowie einjährige Ackerwildkräuter wie Gänsefüße und Melden. In den blüten- und samenreichen Beständen fällt in den Sommermonaten die hochwüchsige Glanz-Melde besonders auf. |
| 8215    | Kalkfelsen und ihre Felsspaltenvegetation                                                      | 0,19 ha      | Die artenarme Farnvegetation wird den Stängelfingerkraut-Gesellschaften der Kalkfugen zugeordnet. Während im nördlichen Teil neben anderen der Braunstielige Streifenfarn wächst, kommt an den Felsen auf den Magerrasenflächen im östlichen Berich nur die Mauerraute vor. Als vergleichsweise artenreich wird die Moosflora angesehen. Einige unter ihnen sind so selten geworden, dass sie in der Roten Liste Deutschland in der Vorwarnliste als „merklich zurückgegangen“ geführt werden. |
| 8310    | Nicht touristisch erschlossene Höhlen                                                          | 9 m²         | Die im Gebiet vorhandene Höhle wurde nicht betreten und die Vegetation und Tierwelt nicht untersucht. |
| 91EO*   | Erlen- und Eschenwälder und Weichholzauenwälder an Fließgewässern                              | 2,76 ha      | Die Auenwaldbereiche am Altarm werden dem Biotoptyp „Hainmieren-Schwarzerlen-Auwald“ zugeordnet. Neben den Charakterarten dieser Gesellschaft Schwarz-Erle und Hain-Sternmiere kommen in der Krautschicht als typische Begleiter Wald-Ziest, Hunds-Quecke, Giersch, Zaunwinde, Knolliger Kälberkropf und die alles beherrschende Brennnessel vor. Zu den hier wachsenden Baumarten gehören neben der Bruch-Weide, Feldahorn, Stieleiche, Schlehe und Hundsrose. Kennzeichnend sind ebenfalls zahlreiche Röhrichtarten, die vom Altarmufer in die Gehölzsäume eindringen. Neben Schilfrohr auch Gewöhnlicher Gilbweiderich, Sumpf-Segge und Sumpf-Schwertlilie. Aus vegetationskundlicher Sicht zeigen die Auwaldbereiche am Altarm Übergänge zu den Bruch- und Sumpfwäldern, die für verlandende Stillgewässer als charakteristisch gelten. |

## Fauna
Zur besseren Bewertung der verschiedenen Lebensräume wurden bei den Kartierungen für die Grunddatenerhebung die Vorkommen der Vögel, Tagfalter, Heuschrecken und Libellen untersucht.
- Vögel

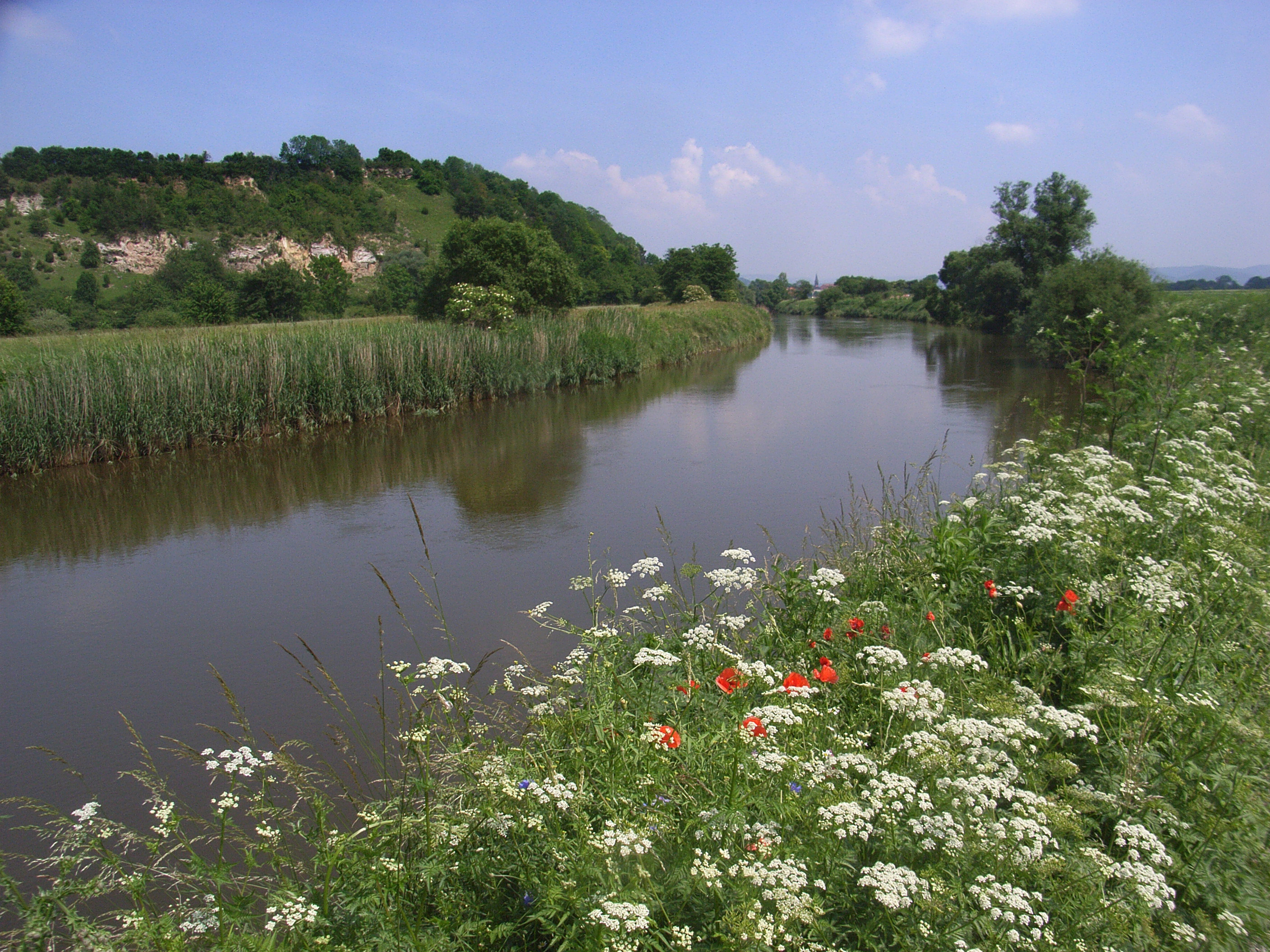
Die Werra am Ausgang des Eschweger Beckens.

Bei Begehungen im Rahmen der Untersuchungen wurden mehr als 70 Vogelarten beobachtet. Von ihnen werden die Wasservogelarten Haubentaucher, Höckerschwan, Teich- und Blässhuhn, Stock- und Reiherente als gebietsprägend gewertet. Eine eigenständige Vogelgemeinschaft wiesen bei der Erfassung die Verlandungsbereiche der Stillgewässer auf. Typische Arten sind hier Rohrammer und Teichrohrsänger und als bemerkenswert galten die Vorkommen von Blaukehlchen und Wasserralle. An der Werra und der in die Werra mündende Berka wurden Eisvogel und Gebirgsstelze gesehen und die dichten Ufergehölze, besonders am Altarm, besiedelten Fitis, Zilpzalp, Kuckuck, Beutelmeise, Grauschnäpper, Grauspecht, Gelbspötter und Nachtigall. Eine Besonderheit im Gebiet war der erste Brutnachweis des in Nordhessen seltenen Schwarzmilans im Werra-Meißner-Kreis. Die Mehrzahl der nachgewiesenen Arten gehören zu den Bewohnern einer an Gehölzen reichen Kulturlandschaft wie Mönchsgrasmücke, Heckenbraunelle, Goldammer und Neuntöter. Die Waldbewohner Wintergoldhähnchen, Tannen- und Haubenmeise, Buntspecht und Gimpel beschränken sich auf die Hanglagen unterhalb von Schloss Fürstenstein.
- Tagfalter

Bei der Erfassung der Schmetterlinge und Widderchen konnten im Gebiet 36 Arten nachgewiesen werden. In der Tagfaltergemeinschaft dominierten relativ anspruchslose Offenlandsarten wie Großes Ochsenauge, Brauner Waldvogel und Kleines Wiesenvögelchen sowie Ubiquisten, die eine Vielzahl unterschiedlicher Lebensräume besiedeln, wenn dort ihre Futterpflanzen vorhanden sind. Zu ihnen gehören Distelfalter, Kleiner Fuchs und Weißlinge. Von den an Magerrasen gebundenen Arten waren Komma-Dickkopffalter, Frühlingsscheckenfalter, Mauerfuchs, Großer Perlmuttfalter und Senfweißling sowie die für diesen Lebensraum charakteristischen Schachbrett, Kleiner Würfel- und Gelbwürfeliger Dickkopffalter beobachtet worden. Auf den Grünlandflächen der Werraaue wurden Schwalbenschwanz und Goldene Acht und an Waldrändern und auf gehölzreichen Flächen Nierenfleck-Zipfelfalter, Landkärtchen, Zitronenfalter und Perlgrasfalter angetroffen. Das Artenspektrum ergänzten die Waldbewohner Waldbrettspiel und Kaisermantel. Als auffällig gewertet wurde die geringe Zahl Widderchen. So konnten nur die beiden als häufig eingestuften Arten Sechsfleck- und Esparsetten-Widderchen gefunden werden.
- Heuschrecken

Ähnlich wie bei den Tagfaltern waren bei den Untersuchungen in den Grünlandbereichen Offenlandsarten gefunden worden, die auch in anderen Biotopen lebensfähig sind. Zu ihnen gehören Gemeiner, Bunter und Weißrandiger Grashüpfer, Nachtigall-Grashüpfer, Roesels Beißschrecke, Großes Heupferd und Gemeine Strauchschrecke. Besonderheiten, wie Westliche Beißschrecke und Sichelschrecke, fanden sich überwiegend auf den Magerrasen, zu deren Bewohnern auch die hier nachgewiesenen Brauner Grashüpfer, Rote Keulenschrecke und Gemeine Dornschrecke gehören. Die schlammigen Uferzonen der Flachgewässer ist der Lebensraum der Säbel-Dornschrecke und auf den kurzrasigen Flächen innerhalb des Röhrichts hat die Sumpfschrecke einen kleinen Bestand.
- Libellen

Von den insgesamt im Gebiet festgestellten 26 Libellenarten haben die meisten ihren Lebensraum um die Stillgewässer westlich der Bahnlinie im Naturschutzgebiet Werra-Altarm und Werraaue bei Albungen. Allerdings sind auch die wasserlosen Hangbereiche des Jestädter Weinbergs in der Reifungsphase oder als Nahrungs- und Ruhehabitat von Bedeutung. Die meisten der hier lebenden Arten gelten als relativ anspruchslos und weit verbreitet. Von ihnen sind Blaugrüne und Herbst-Mosaikjungfer, Große Königslibelle, Hufeisen-Azurjungfer, Gemeine Becherjungfer, Blutrote Heidelibelle, Blaue Federlibelle, Weidenjungfer und Großer Blaupfeil häufig anzutreffen. Zu den charakteristischen Arten des Altarms gehören Fledermaus-Azurjungfer und Kleine Mosaikjungfer. Sie werden wie Großes und Kleines Granatauge, die den Schwimmpflanzenbewuchs des stehenden Gewässers besiedeln, in der aktuellen Roten Liste der Libellen Hessens als stark gefährdet oder gefährdet geführt. Als bedroht angesehen werden ebenfalls Gemeine Winterlibelle und Südlicher Blaupfeil. Sie werden, wie alle einheimischen Libellen, durch die Bundesartenschutzverordnung geschützt.

## Unterschutzstellung
- Jestädter Weinberg

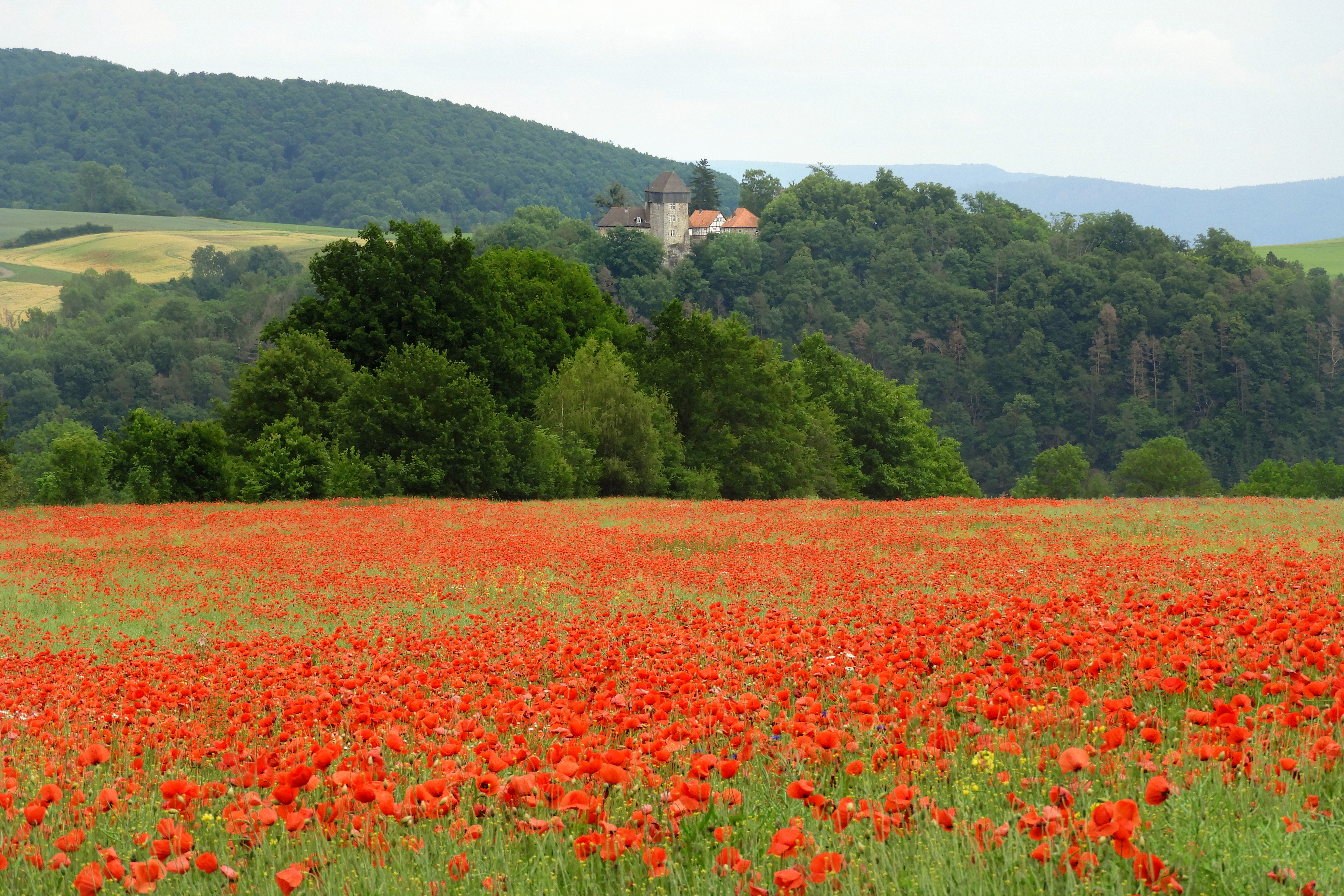
Blick auf den Westhang und Burg Fürstenstein

Den ersten Schutzstatus wegen ihrer geologischen und botanischen Besonderheiten erhielten der Jestädter Weinberg und der sich nördlich anschließende Westhang des Fürstensteins bereits im Jahr 1924 und im Oktober 1937 ist der Bereich als flächenhaftes Naturdenkmal ausgewiesen worden. Mit Verordnung vom 3. Oktober 1978 der Bezirksdirektion für Forsten und Naturschutz als Höherer Naturschutzbehörde beim Regierungspräsidium in Kassel wurden die Talhänge des Weinbergs und Fürstensteins, die angrenzende Werraaue mit dem aufgelassenen Kiesteich im Werrabogen sowie ein Teilstück der Werra in das Landesnaturschutzbuch eingetragen und damit unter den Schutz des noch geltenden Reichsnaturschutzgesetzes von 1935 gestellt. Das Naturschutzgebiet mit einer Größe von rund 61 Hektar hat die nationale Nummer 1636008 und den WDPA-Code 82016.
- Werra-Altarm und Werraaue bei Albungen

Mit der erstmaligen Unterschutzstellung im Jahr 1989 sollte der Werraaltarm mit seiner typischen Vegetation erhalten werden. Der rund 5,60 Hektar große Bereich, der für zahlreiche Vogelarten zu einem wichtigen Lebensraum geworden war, wurde 1995 mit dem von dem bogenförmigen Altarm umschlossenen Regenerationsgebiet „Albunger Aue“ zu einem Naturschutzgebiet zusammengefasst. Zweck der Ausweisung war es, den Altarmbereich der Werra, einschließlich der gestalteten Wasserfläche, für die hier vorkommenden seltenen Tier- und Pflanzenarten zu schützen und ihn durch Pflegemaßnahmen weiterzuentwickeln. Das Schutzgebiet besitzt inzwischen eine Fläche von 26 Hektar, hat die nationale Nummer 1636020 und in den WDPA-Code 166252.
- Fauna-Flora-Habitat-Gebiet

Im Rahmen der Umsetzung der Fauna-Flora-Habitat-Richtlinie wurden die beiden Naturschutzgebiete im April 1999 der EU-Kommission für das länderübergreifende Netz besonderer Schutzgebiete „Natura 2000“ gemeldet. Aus naturschutzfachlicher Sicht lag die Schutzwürdigkeit des Gebiets in der hessenweiten Bedeutung für seltene und gefährdete Pflanzen- und Tierarten sowie als wichtiges Rast-, Nahrungs- und Brutbiotop für zahlreiche Vogelarten. Neben dem Gebietsmanagement und dem damit verbundenen Monitoring forderte die EU eine förmliche Schutzerklärung, die im Januar 2008 mit der „Verordnung über Natura 2000-Gebiete in Hessen“ erfolgte. Das FFH-Gebiet mit einer Größe von 86,14 Hektar hat die Gebietsnummer 4624-303 und den WDPA-Code 555520065.
- Landschaftsschutzgebiet

Die Werraaue unterhalb der Hänge und der Bereich um den Altarm liegen im Landschaftsschutzgebiet „Auenverbund Werra“. Es wurde im Jahr 1992 eingerichtet, um die verschiedenen Wiesen- und Ufervegetationstypen des Gewässers zu schützen und naturnahe Gewässerabschnitte zu erhalten oder sie wieder herzustellen. Das aus mehreren, unterschiedlich großen Teilgebieten bestehende Schutzgebiet besitzt eine Größe von rund 4000 Hektar und erstreckt sich entlang der mittleren und unteren Werra in den Landkreisen Hersfeld-Rotenburg und Werra-Meißner.

## Besucherhinweis

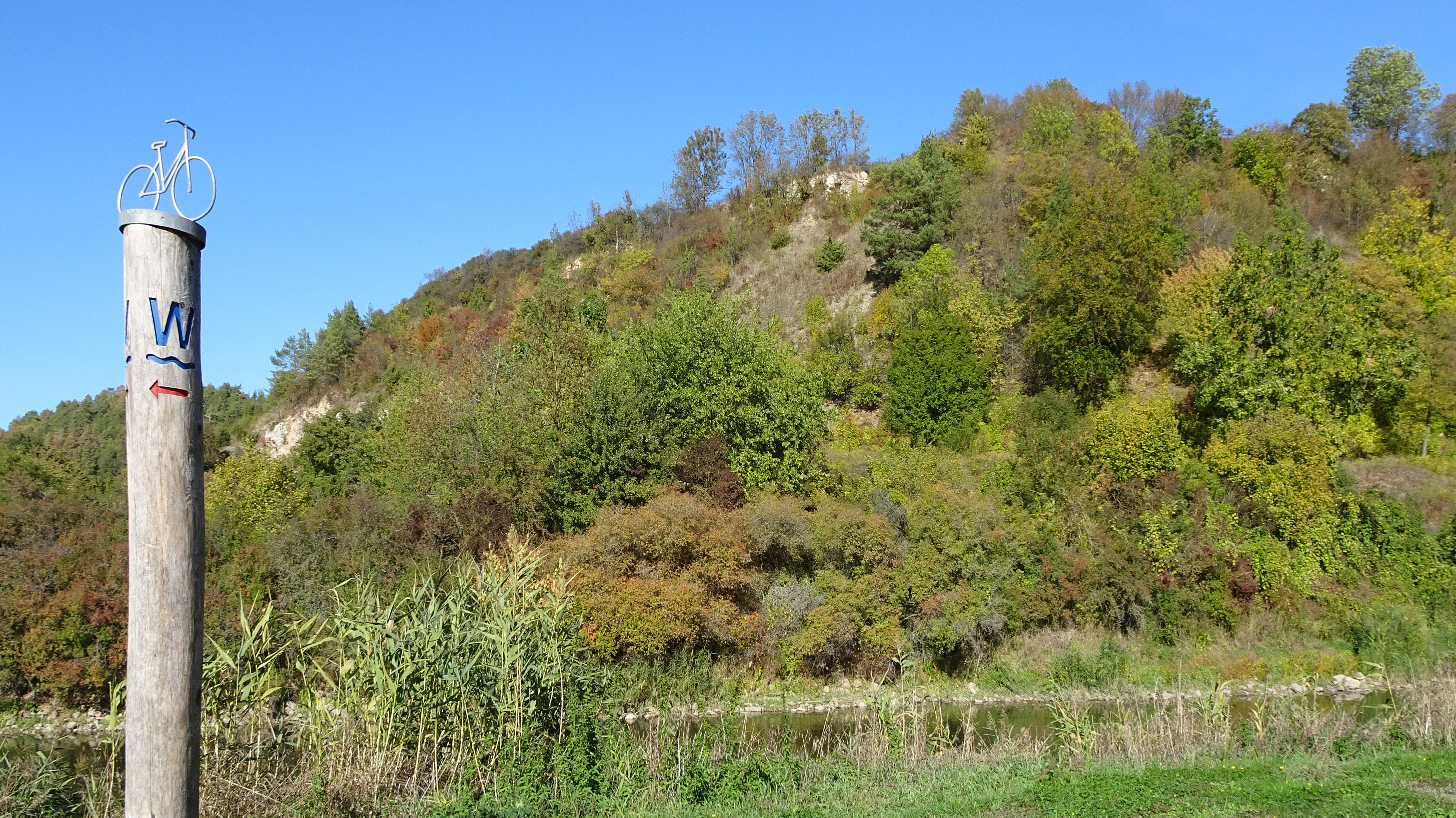
Blick von dem Werratal-Radweg auf den Weinberg

Der Werratal-Radweg, der gute Blicke auf die Hänge von Weinberg und Fürstenstein ermöglicht, verläuft links der Werra an dem Naturschutzgebiet Jestädter Weinberg vorbei. Durch das Schutzgebiet, auf der rechten Seite der Werra, führt zwischen den Hängen und der Aue ein weiterer, naturbelassener Rad- und Wanderweg. Die andere Teilfläche des FFH-Gebiets, das Naturschutzgebiet um den Werraaltarm, ist nicht durch Wege erschlossen.